# Hine Ma Tov
Hine Ma Tov es un himno judío tradicionalmente cantado durante el Sabbat.

## Orígenes
Su letra proviene del Salmo 133, traducida por la New Jewish Publication Society of America Tanakh como "¡Mirad cuán bueno y cuán delicioso es que los hermanos habiten juntos en armonía!".

## Letra y transcripción
| Traducción española             | Transcripción             | Hebreo              |
| ------------------------------- | ------------------------- | ------------------- |
| Esto es lo bueno y lo agradable | Hinneh mah tov umah na'im | הִנֵּה מַה טוֹב וּמַה נָּעִים |
| Hermanos juntos también         | Shevet achim gam yachad   | שֶׁבֶת אָחִים גַּם יַחַד     |

## Popularidad
Hine Ma Tov sigue existiendo como un himno popular para muchos bailes folclóricos israelís, y es un canto frecuentemente interpretado por los estudiantes y algunos grupos de scout judíos y israelís. Este canto estuvo grabado por artistas diferentes como Theodore Bikel, The Weavers, Dalida, Ishtar, los Miami Boys Choir, y los Abayudaya de Uganda. Harry Belafonte grabó una versión sobre su album Belafonte Returns to Carnegie Hall, salido en 1960. El grupo de rock Spirit grabó una adaptación original para su tercero album, The Family That Plays Together, titulada "Jewish" ("Judío").

### Versión de los Miami Boys Choir
Una versión de Hine Ma Tov estuvo arreglada por Yerachmiel Begun, el líder de los Miami Boys Choir. Silvio Berlfein produjo la coreografía.

### En la cultura popular
En el telefilme Rescate en Entebbe, Yonathan Netanyahu y Sammy Berg dirigen las tropas israelís mientras canta el estribillo cuando el avión de las tropas se disponía a recoger rehenes. Es transmitido en los créditos finales también. El canto figura en la película Europa Europa en que la letra es traducida por "Que bueno estar sentado, rodeado de todos tus hermanos".